# Musée San Telmo
Pour les articles homonymes, voir San Telmo et Saint-Elme.

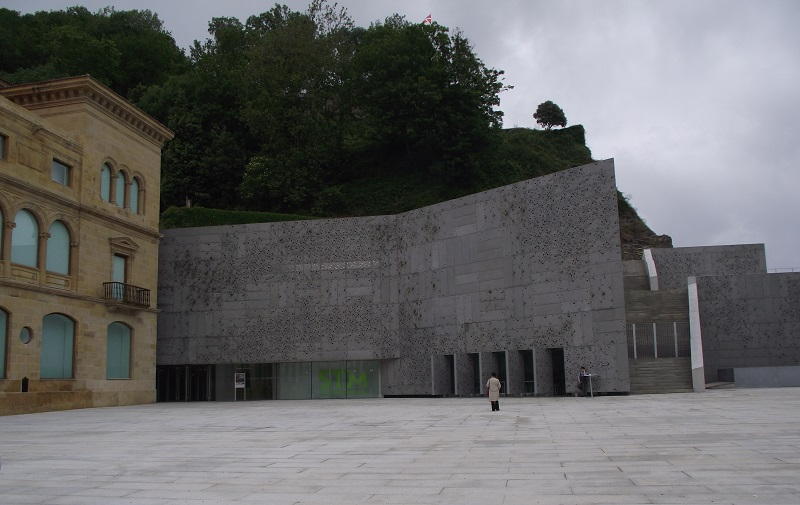
L'entrée du musée en 2011.

Le musée San Telmo est situé sur la plaza de Zuloaga du côté du mont Urgull à Saint-Sébastien en Espagne, station balnéaire espagnole à une vingtaine de kilomètres de la frontière française. C'est un musée ethnographique, historique et de peintures.
Autour du cloître de style Renaissance de cet ancien couvent de dominicains datant de la première moitié du XVIe siècle, on peut admirer des pierres tombales et des armoiries sculptées.